# Llista d'espècies de Salvia
La llista d'espècies de Salvia és una llista de les espècies en el gènere Salvia. La llista no és exhaustiva ni completa. A causa de la confusió històrica de molts dels noms que han estat usats per anomenar la mateixa planta, s'estima que el nombre total de sàlvies és d'unes 1.000 plantes però de plantes diferents n'hi ha menys de 700.
| Índex A B C D E F G H I J K L M N O P Q R S T U V W X Y Z |

## A
- Salvia abbottii Urb., 1922.
- Salvia absconditiflora Greuter & Burdet, 1985.
- Salvia abyssinica Jacq., 1781-86
- Salvia acaulis Vahl, 1804
- Salvia acetabulosa L., 1767
- Salvia acuminata Ruiz & Pav, 1798.
- Salvia acuminata Vent., 1800.
- Salvia acuminatissima Steud., 1841
- Salvia acutata Brot.
- Salvia acutifolia Ruiz & Pav., 1798.
- Salvia adenoclada Briq., 1898.
- Salvia adenophora Fernald, 1900.
- Salvia adenostachya Juz., 1951
- Salvia adglutinans Lag., 1816.
- Salvia adiantifolia E.Peter, 1935.
- Salvia adoxoides C.Y. Wu, 1977.
- Salvia aegyptiaca L., 1753.
- Salvia aequidens Botsch.
- Salvia aequidistans Fernald, 1900.
- Salvia aerea H. Lév.,1913.
- Salvia aerea var. aerea.
- Salvia aethiopis L., 1753.
- Salvia affinis Cham. & Schltdl., 1830.
- Salvia affinis Leonard, 1927.
- Salvia africana L., 1762

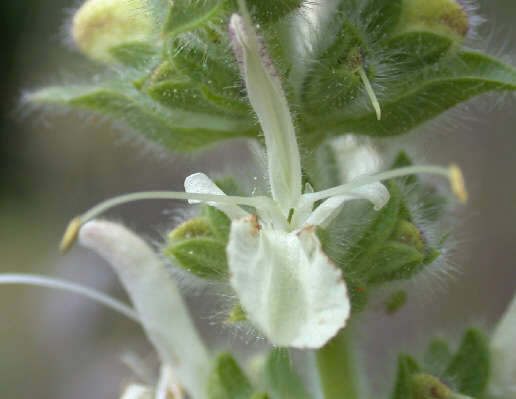
Salvia austriaca

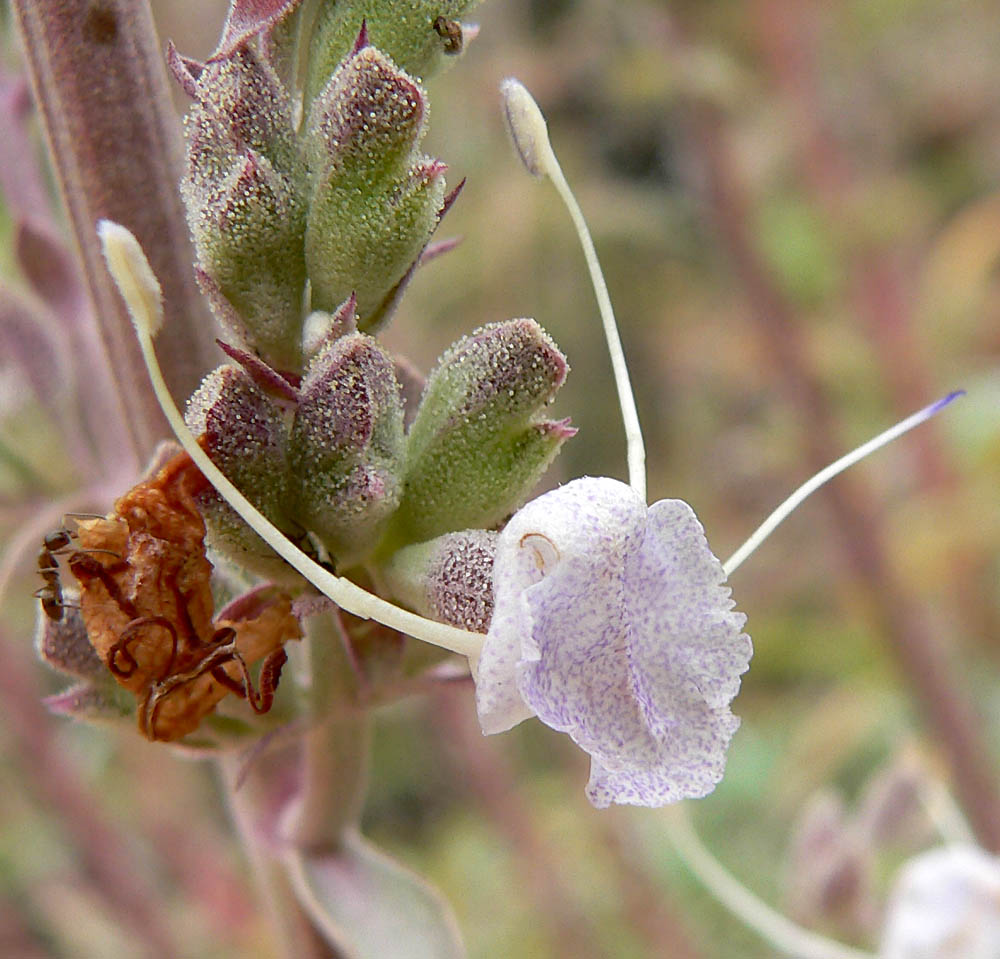
Salvia apiana flower

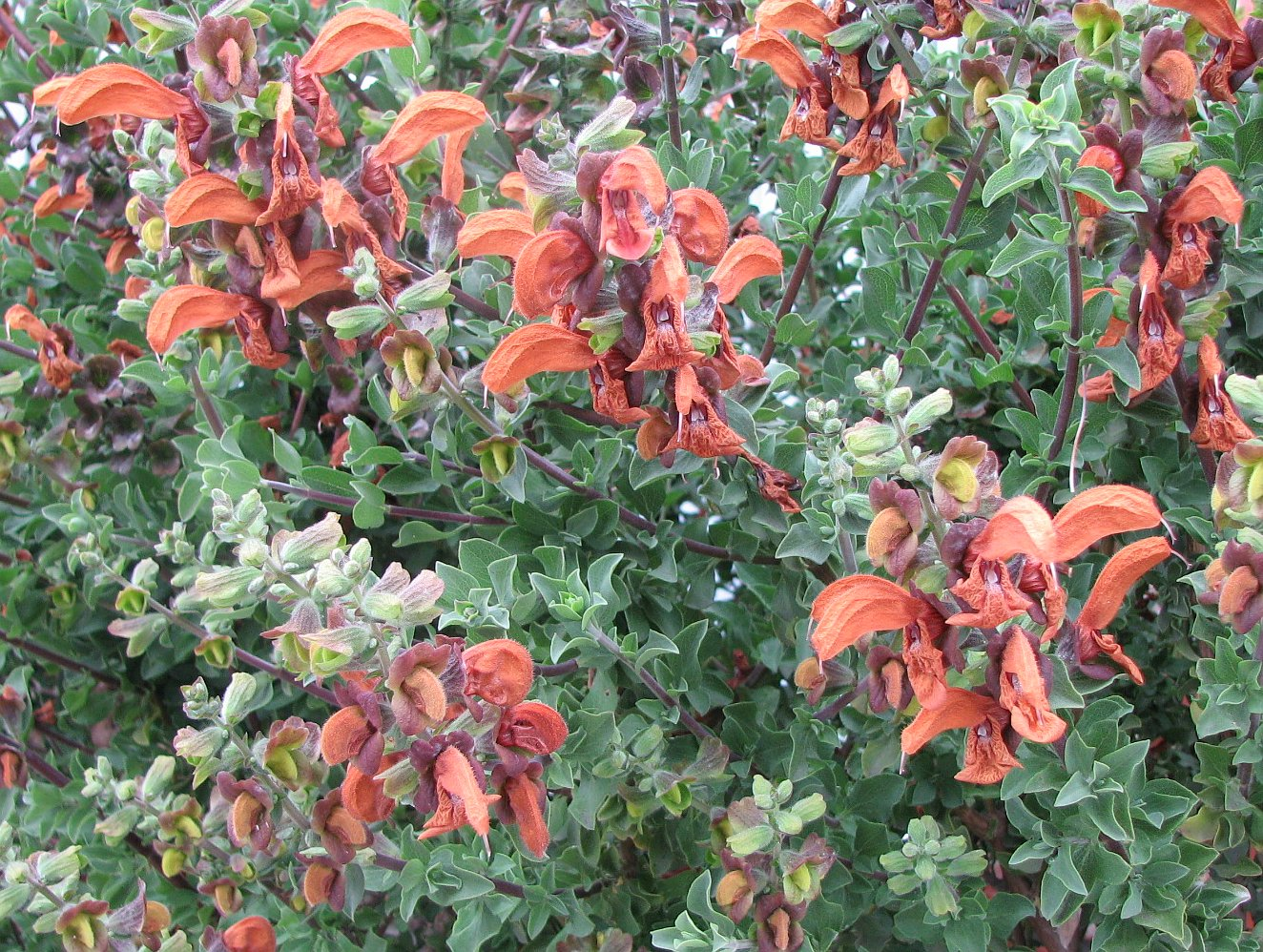
Salvia africana-lutea

- Salvia africana-caerulea L.
- Salvia africana-lutea L.
- Salvia agglutinans Roem. & Schult.
- Salvia agnes Epling.
- Salvia alamosana Rose, 1891.
- Salvia alariformis L.O. Williams, 1972.
- Salvia alata Epling, 1960.
- Salvia alatipetiolata Sun, 1960.
- Salvia albicans Fernald, 1901.
- Salvia albicaulis Benth.
- Salvia albicaulis var. dregeana (Bentham) Skan.
- Salvia albiflora M. Martens & Galeotti, 1844.
- Salvia albimaculata Hedge & Huber-Morath.
- Salvia albo-caerulea Linden, 1857.
- Salvia albopileata Epling, 1940.
- Salvia albopilosa Epling.
- Salvia alborosea Epling & Játiva, 1966.
- Salvia alexandri Pobed.
- Salvia alexeenkoi Pobed.
- Salvia algeriensis Desf.
- Salvia altimitrata Epling, 1938.
- Salvia altissima Pohl.
- Salvia alvajaca Oerst., 1854.
- Salvia amara Jacq., 1798.
- Salvia amarissima Ortega, 1797.
- Salvia amasiaca Freyn & Bornm.
- Salvia ambigens Briq.
- Salvia amethystina Sm., 1790.
- Salvia amethystina subsp. amethystina.
- Salvia amethystina subsp. ampelophylla (Epling) J.R.I. Wood & Harley, 1989.
- Salvia amissa Epling
- Salvia ampelophylla Epling, 1935.
- Salvia amplexicaulis Lam.
- Salvia amplifrons Briq., 1896.
- Salvia anaglypha Briq., 1898.
- Salvia anastomosans Ramamoorthy, 1984.
- Salvia ancistrocarpha Fernald, 1904.
- Salvia andreji Pobed.
- Salvia angulata Benth., 1835.
- Salvia angustifolia Michx., 1803.
- Salvia angustifolia Cav., 1797.
- Salvia angustifolia var. angustifolia.
- Salvia angustifolia var. glabra A. Gray.
- Salvia anhweiensis Migo, 1939.
- Salvia anomala Vaniot, 1904.
- Salvia antennifera Briq.
- Salvia apiana Jeps., 1908.
- Salvia apiana var. compacta Munz.
- Salvia appendiculata E. Peter, 1935.
- Salvia aramiensis Rech. f., 1950.
- Salvia arbuscula Fernald, 1910.
- Salvia arduinervis Urb. & Ekman, 1926.
- Salvia arenaria St.Hilaire.
- Salvia arenaria var. sellowiana Benth.
- Salvia areolata Epling, 1944.
- Salvia argentea L. - Silver Clary, Silver Sage
- Salvia argutifolia Epling.
- Salvia aridicola Briq.
- Salvia arisanensis Hayata, 1919.
- Salvia aristata Aucher ex Benth., 1848
- Salvia aristulata M. Martens & Galeotti, 1844.
- Salvia arizonica A. Gray - Arizona Sage, Desert Indigo Sage
- Salvia armeniaca (Bordz.) Grossh.
- Salvia arthrocoma Fernald, 1907.
- Salvia articulata Epling, 1936.
- Salvia aspera M. Martens & Galeotti, 1844.
- Salvia asperata Falc. ex Benth., 1848
- Salvia asperifolia Benth.
- Salvia aspidophylla Roem. & Schult., 1822.
- Salvia assurgens Kunth, 1818.
- Salvia atriplicifolia Fernald, 1900.
- Salvia atrocalyx Epling, 1935.
- Salvia atrocaulis Fernald, 1907.
- Salvia atrocyanea Epling.
- Salvia atropaenulata Epling, 1939.
- Salvia atropatana Bge.
- Salvia atropurpurea C.Y. Wu, 1977.
- Salvia atrorubra C.Y. Wu, 1977.
- Salvia aurea L., 1762.
- Salvia aurita L.
- Salvia australis Epling, 1937.
- Salvia austriaca Jacq.
- Salvia austromelissodora Epling & Játiva, 1966.
- Salvia avicularis Briq., 1896.
- Salvia axillaris Moc. & Sessé, 1833.
- Salvia axilliflora Epling.
- Salvia ayavacensis Kunth, 1818.
- Salvia ayayacensis Kunth.
- Salvia azurea Lam., 1805.
- Salvia azurea var. grandiflora Benth.

## B

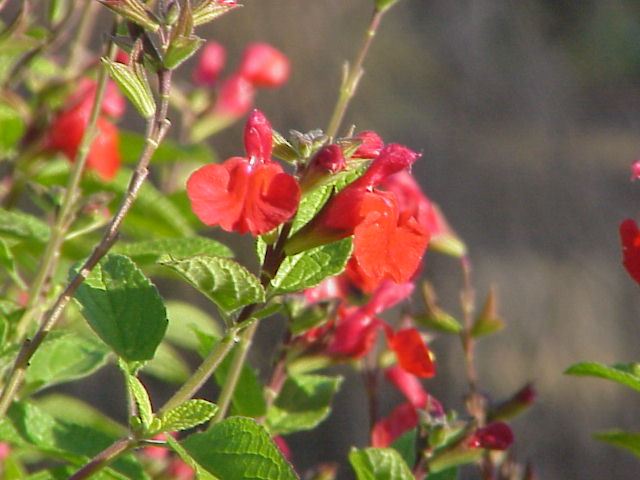
Salvia blepharophylla

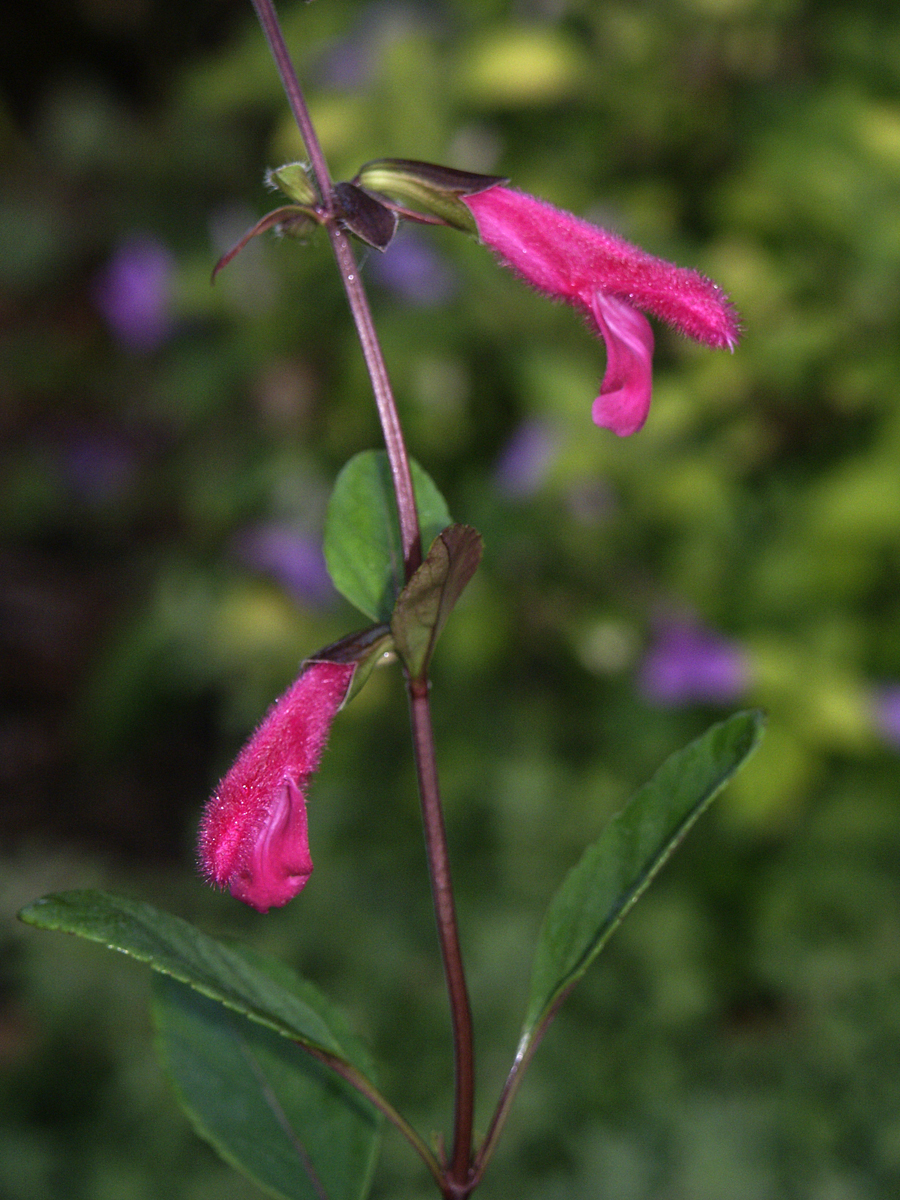
Salvia buchananii

| Contingut: | Inici - 0–9 A B C D E F G H I J K L M N O P Q R S T U V W X Y Z |

- Salvia baimaensis
- Salvia ballotiflora Benth.
- Salvia barellieri Etlinger
- Salvia bifidocalyx
- Salvia blepharophylla Brandegee ex Epling
- Salvia blogdettii Chapm.
- Salvia bowleyana Dunn
- Salvia brachyloma
- Salvia brandegeei Munz
- Salvia breviconnectivata
- Salvia brevilabra
- Salvia broussonetii Benth.
- Salvia buchananii Hedge
- Salvia bulleyana

## C
| Contingut: | Inici - 0–9 A B C D E F G H I J K L M N O P Q R S T U V W X Y Z |

- Salvia cacaliifolia Benth.
- Salvia caespitosa
- Salvia campanulata
- Salvia canariensis
- Salvia candelabrum
- Salvia candidissima
- Salvia carduacea Benth.
- Salvia canescens
- Salvia castanea
- Salvia cavaleriei
- Salvia caymanensis Millsp. & Uline ex Millsp.
- Salvia cedrosensis
- Salvia chamaedryoides
- Salvia chamelaeagnea
- Salvia chapmanii Gray
- Salvia chiapensis Fernald
- Salvia chienii
- Salvia chinensis
- Salvia chionophylla
- Salvia chunganensis
- Salvia clevelandii Greene
- Salvia clusii
- Salvia coahuilensis

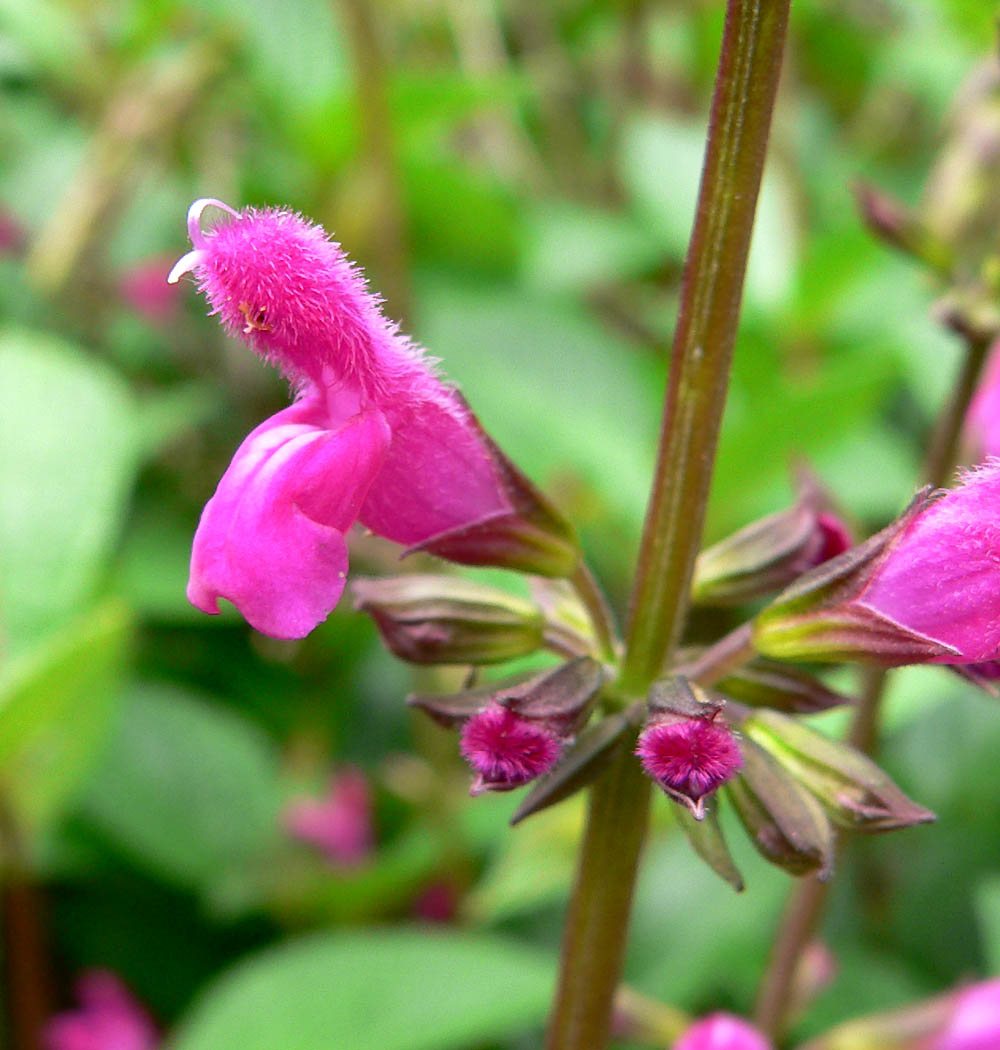
Salvia chiapensis

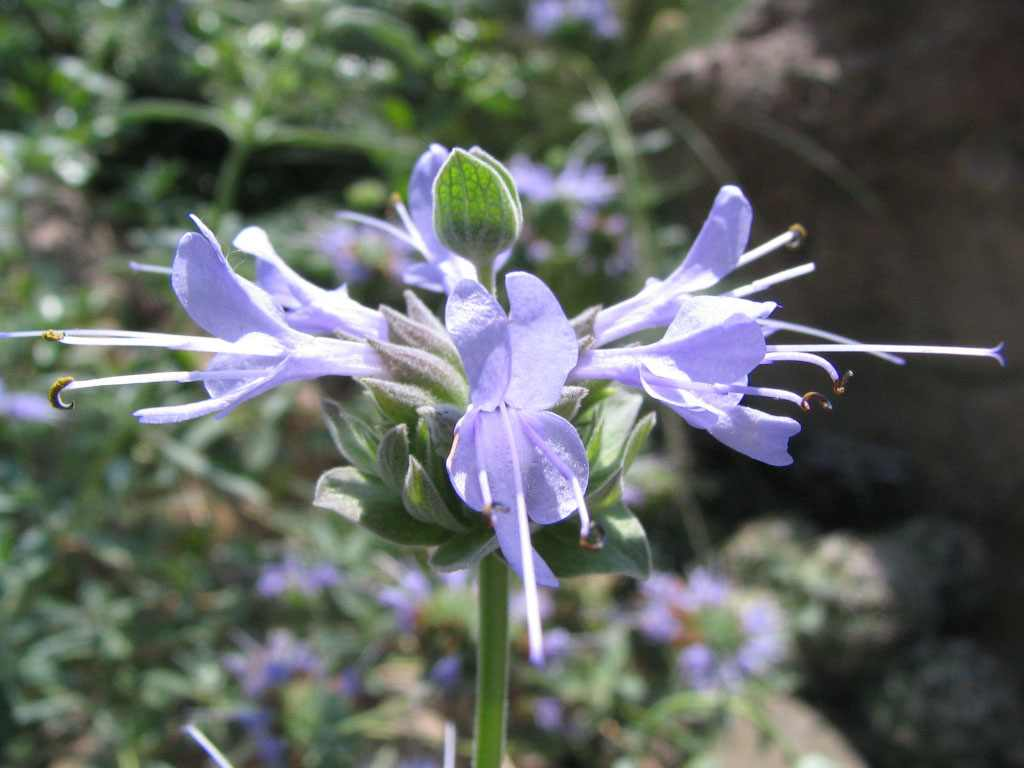
Salvia clevelandii

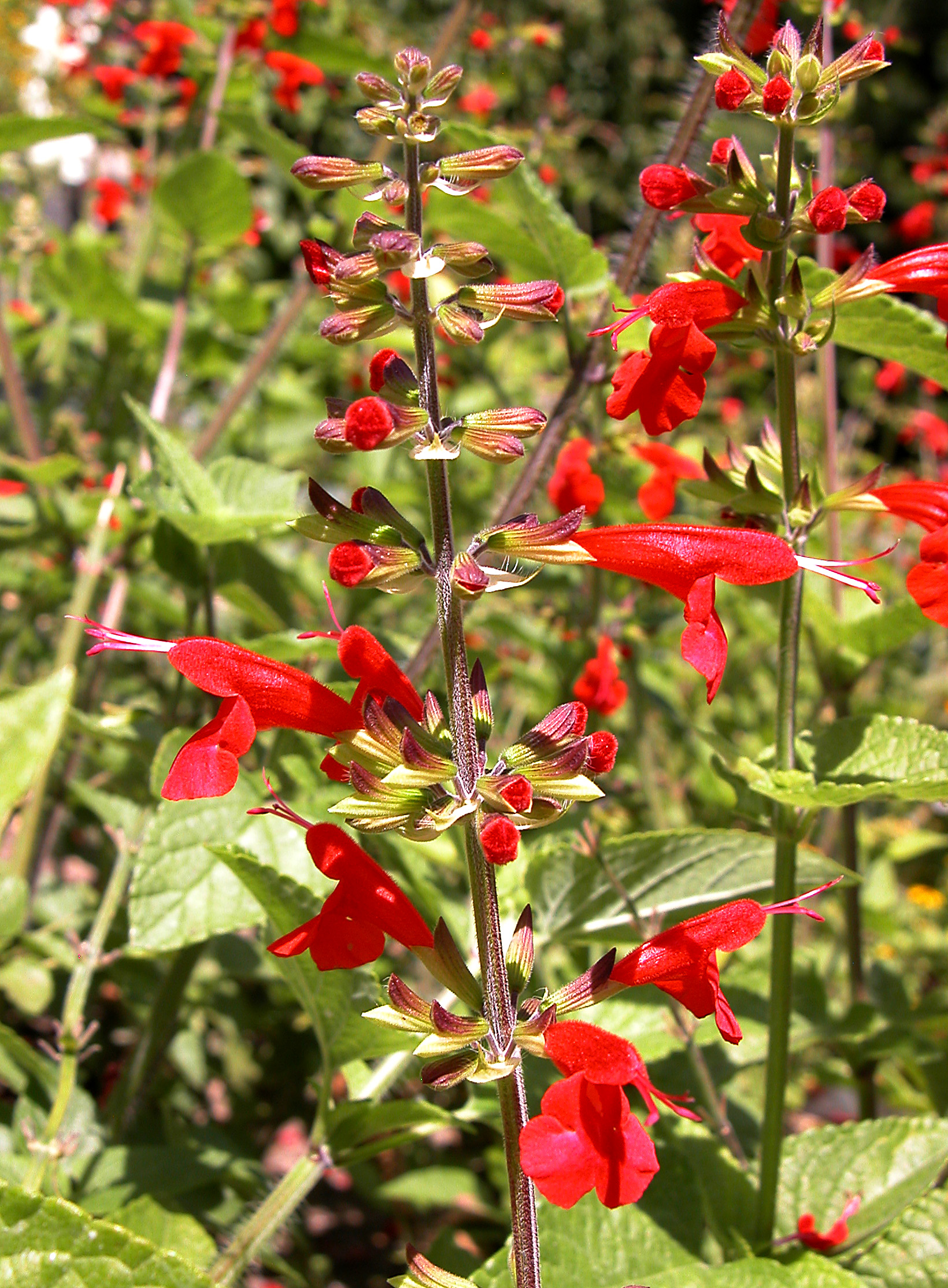
Salvia coccinea

- Salvia coccinea – blood sage, "scarlet sage"
- Salvia columbariae – golden chia, pashí (Tongva)
- Salvia confertiflora
- Salvia corrugata
- Salvia coulteri
- Salvia cryptantha
- Salvia curticalyx
- Salvia cyanocephala Epling
- Salvia cyclostegia
- Salvia cyanescens
- Salvia cynica

## D
| Contingut: | Inici - 0–9 A B C D E F G H I J K L M N O P Q R S T U V W X Y Z |

- Salvia dabieshanensis
- Salvia darcyi
- Salvia davidsonii Greenm.
- Salvia dentata
- Salvia deserta
- Salvia desoleana Atzei & V. Picci
- Salvia digitaloides
- Salvia discolor
- Salvia disermas
- Salvia disjuncta

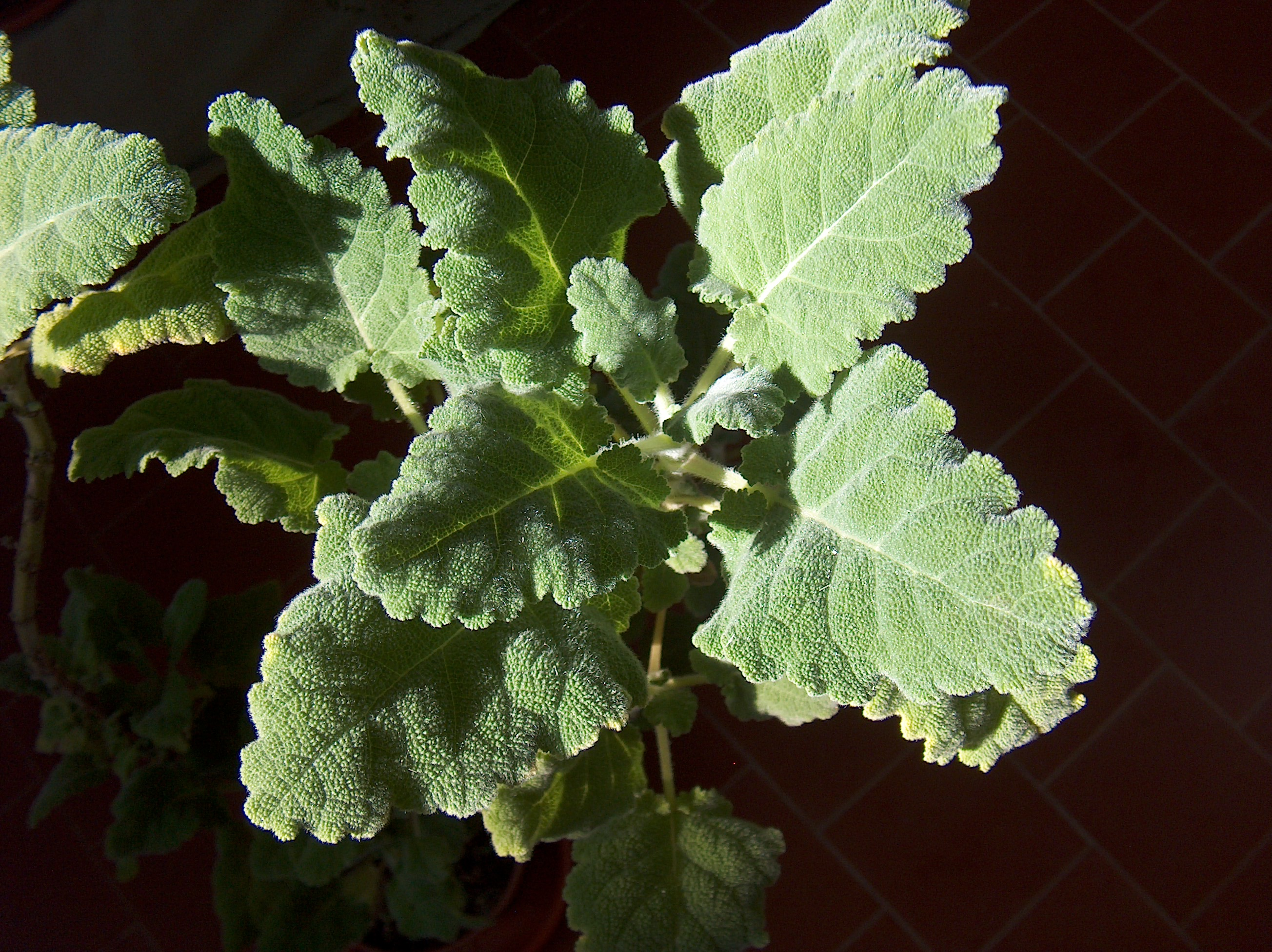
Salvia desoleana

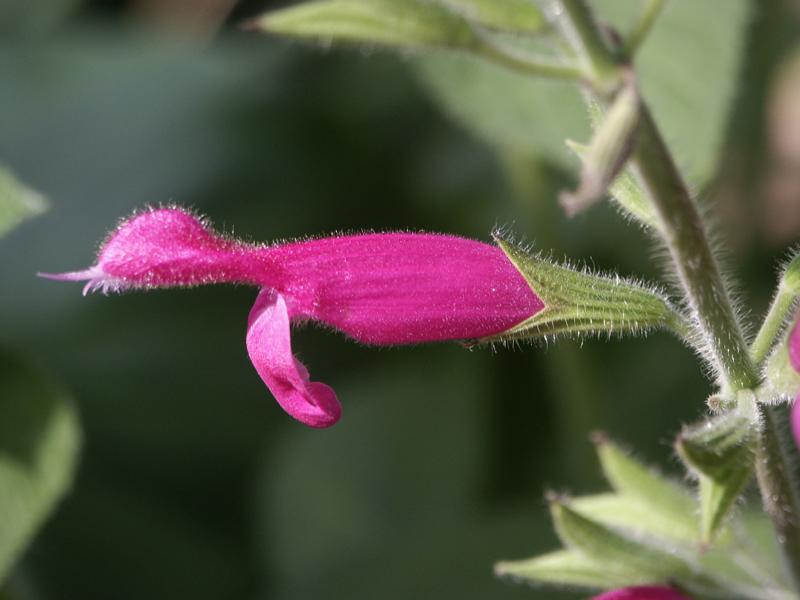
Salvia dorisiana

- Salvia divinorum – Diviner's Sage, Pipiltzintzintli, Ska María Pastora, Sage of the Seers
- Salvia dolichantha E. Peter
- Salvia dolomitica
- Salvia dombeyi
- Salvia dominica
- Salvia dorisiana
- Salvia dorrii – Tobacco Sage, Dorr's Sage, Mint Sage

## E

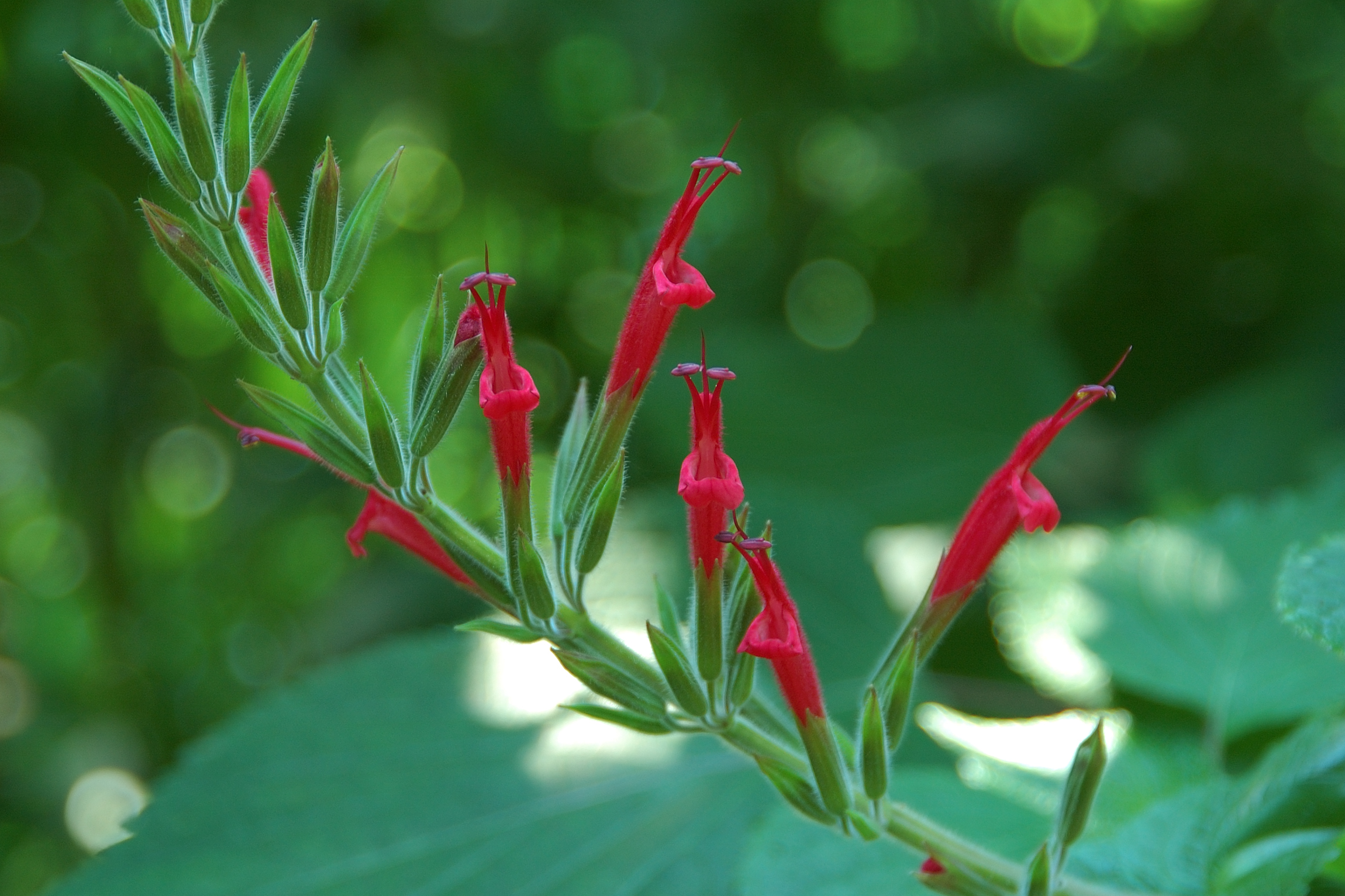
Salvia elegans

| Contingut: | Inici - 0–9 A B C D E F G H I J K L M N O P Q R S T U V W X Y Z |

- Salvia ecuadorensis
- Salvia eigii
- Salvia elegans – Sàlvia pinya
- Salvia engelmannii Gray
- Salvia eremostachya Jepson
- Salvia evansiana

## F
| Contingut: | Inici - 0–9 A B C D E F G H I J K L M N O P Q R S T U V W X Y Z |

- Salvia farinacea Benth. – Mealy Cup Sage
- Salvia filicifolia
- Salvia flava
- Salvia flocculosa
- Salvia forreri
- Salvia forsskaolii
- Salvia fragarioides
- Salvia frigida Boiss.
- Salvia fruticosa
- Salvia fulgens
- Salvia funckii Briq.

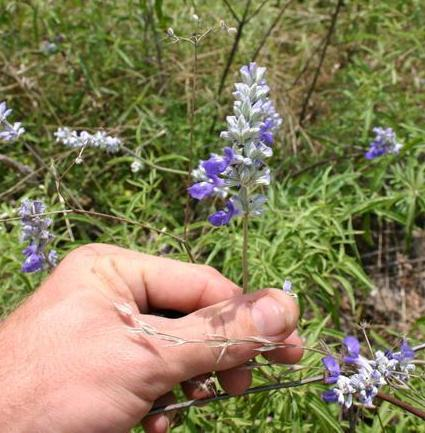
Salvia farinacea

- Salvia funerea – Death Valley Sage

## G
| Contingut: | Inici - 0–9 A B C D E F G H I J K L M N O P Q R S T U V W X Y Z |

- Salvia gesneriiflora Lindl. & Paxton
- Salvia gilliesii

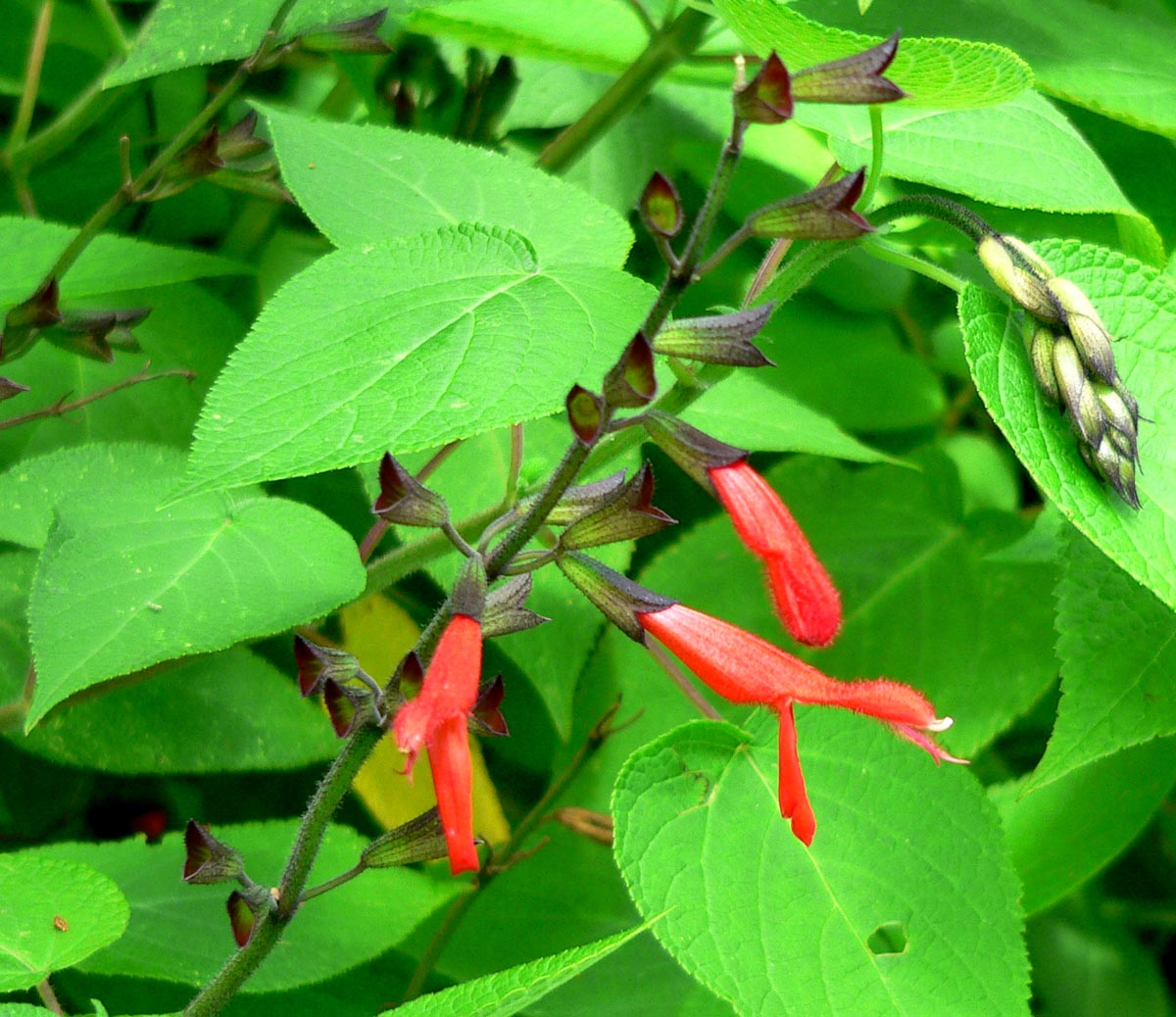
Salvia gesneriiflora

- Salvia glutinosa Glutinous Sage, Sticky Sage, Jupiter's Sage
- Salvia grandifolia
- Salvia greatae Brandeg.
- Salvia greggii – Autumn Sage
- Salvia glechomifolia
- Salvia guaranitica – Anise-scented Sage, Hummingbird sage

## H

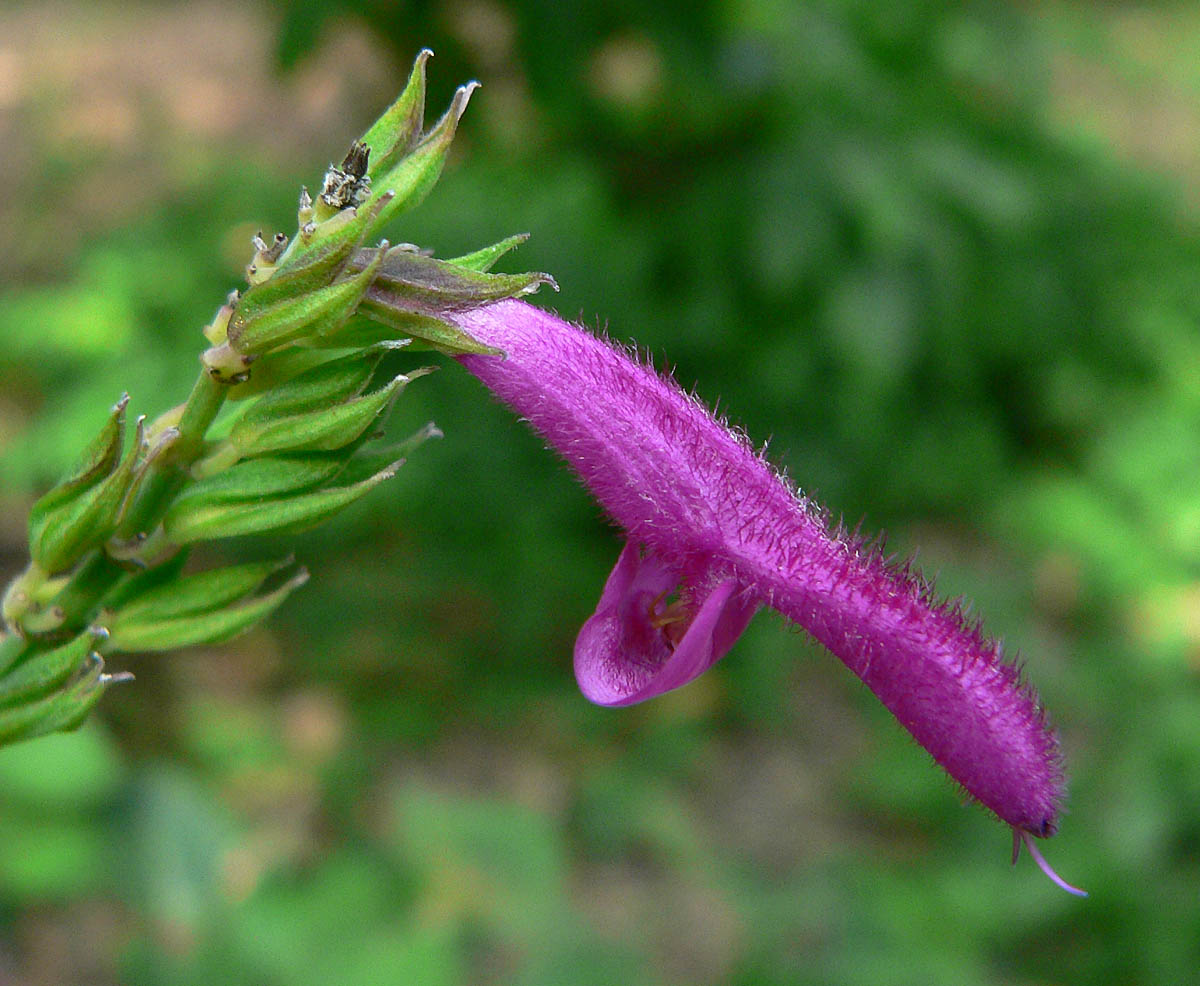
Salvia iodantha

| Contingut: | Inici - 0–9 A B C D E F G H I J K L M N O P Q R S T U V W X Y Z |

- Salvia handelii
- Salvia hayatae
- Salvia heldreichiana Boiss.
- Salvia henryi Gray
- Salvia heterochroa
- Salvia hians
- Salvia hierosolymitana
- Salvia himmelbaurii
- Salvia hirtella
- Salvia hispanica – Chia
- Salvia holwayi
- Salvia honania
- Salvia humboltiana
- Salvia hupehensis
- Salvia hylocharis
- Salvia hypargeia Fich. & Mey.

## I
| Contingut: | Inici - 0–9 A B C D E F G H I J K L M N O P Q R S T U V W X Y Z |

- Salvia indica
- Salvia interrupta
- Salvia involucrata
- Salvia iodantha Fernald

## J
- Salvia japonica
- Salvia judaica
- Salvia jurisicii

## K

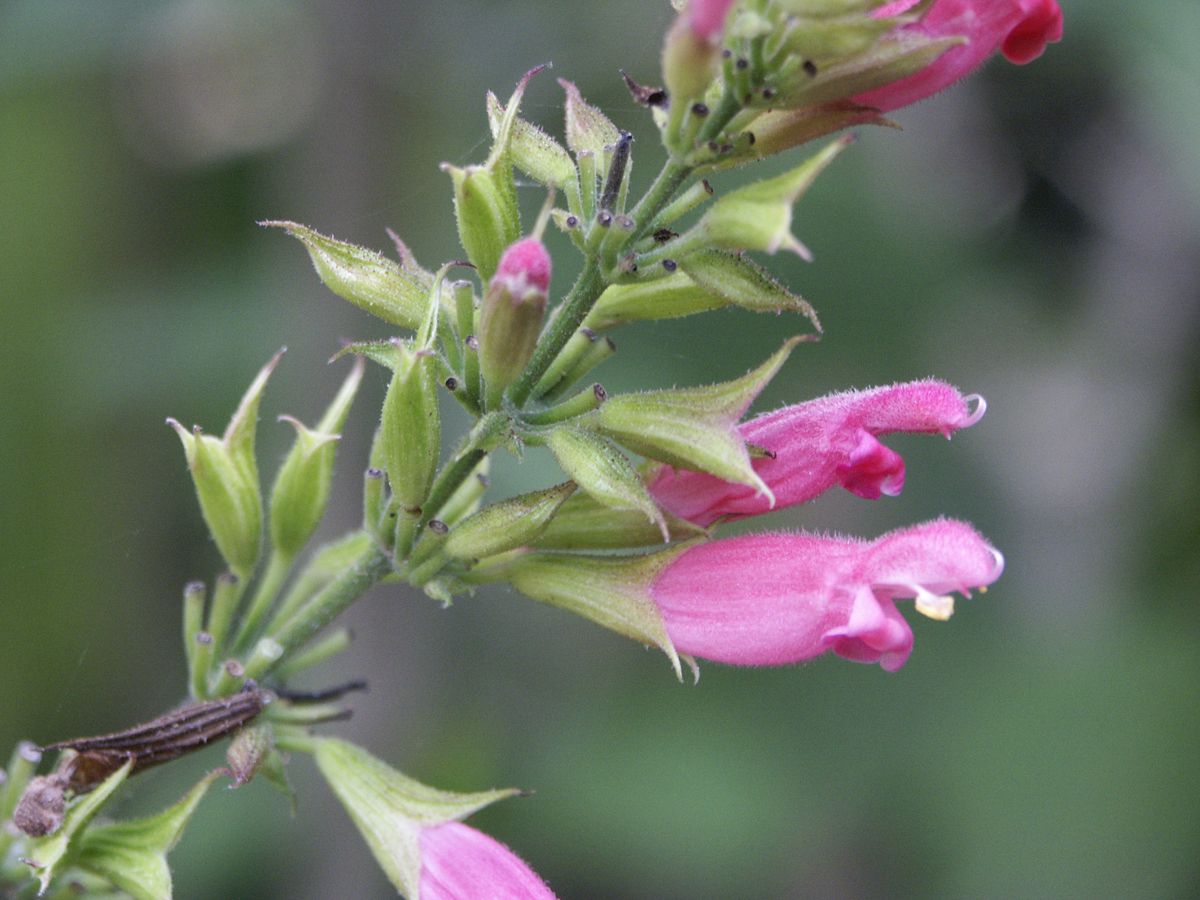
Salvia karwinskii

- Salvia keerlii Benth.
- Salvia karwinskii Benth.
- Salvia kiangsiensis
- Salvia kiaometiensis
- Salvia kopetdaghensis Kudr.
- Salvia koyamae Makino

## L

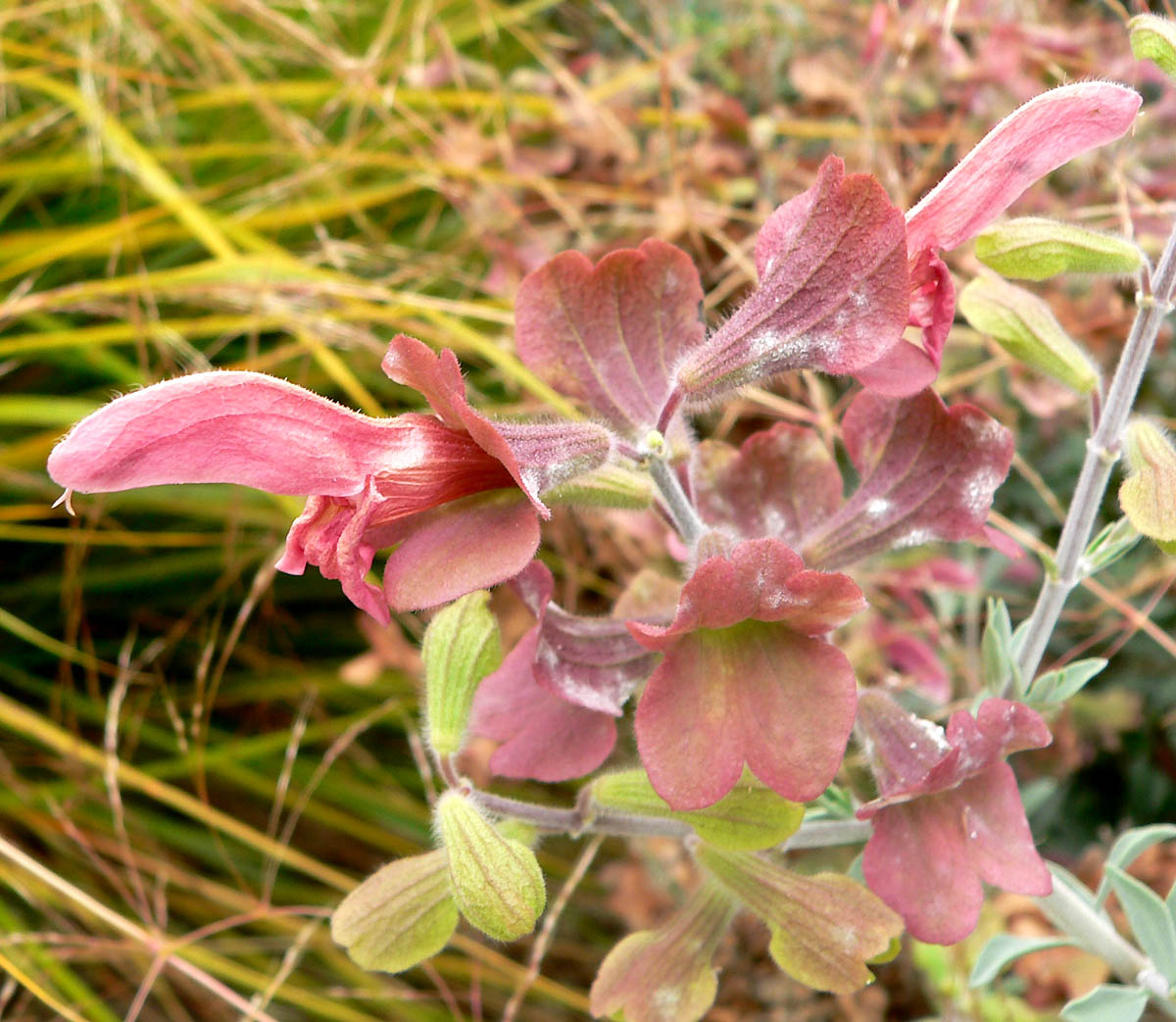
Salvia lanceolata

| Contingut: | Inici - 0–9 A B C D E F G H I J K L M N O P Q R S T U V W X Y Z |

- Salvia lanceolata Lam.
- Salvia lanigera Poir.
- Salvia lankongensis
- Salvia lavandulifolia Vahl
- Salvia lemmonii Gray
- Salvia leptophylla Benth.
- Salvia leucantha Cav. – Mexican Bush Sage
- Salvia leucocephala
- Salvia leucophylla – Purple Sage
- Salvia liguliloba
- Salvia littae Visiani
- Salvia lobbii
- Salvia longispicata Martius & Galleoti
- Salvia longistyla
- Salvia loxensis
- Salvia lycioides Gray
- Salvia lyrata – Lyre-leafed Sage

## M
| Contingut: | Inici - 0–9 A B C D E F G H I J K L M N O P Q R S T U V W X Y Z |

- Salvia macrosiphon Boiss., 1844
- Salvia madrensis Seem.
- Salvia mairei
- Salvia marashica
- Salvia maximowicziana
- Salvia meiliensis
- Salvia mekongensis
- Salvia mellifera – Black Sage
- Salvia melissodora Lag.
- Salvia merjamie Forssk.
- Salvia micrantha Vahl
- Salvia mexicana L.
- Salvia microphylla Benth. – Baby Sage

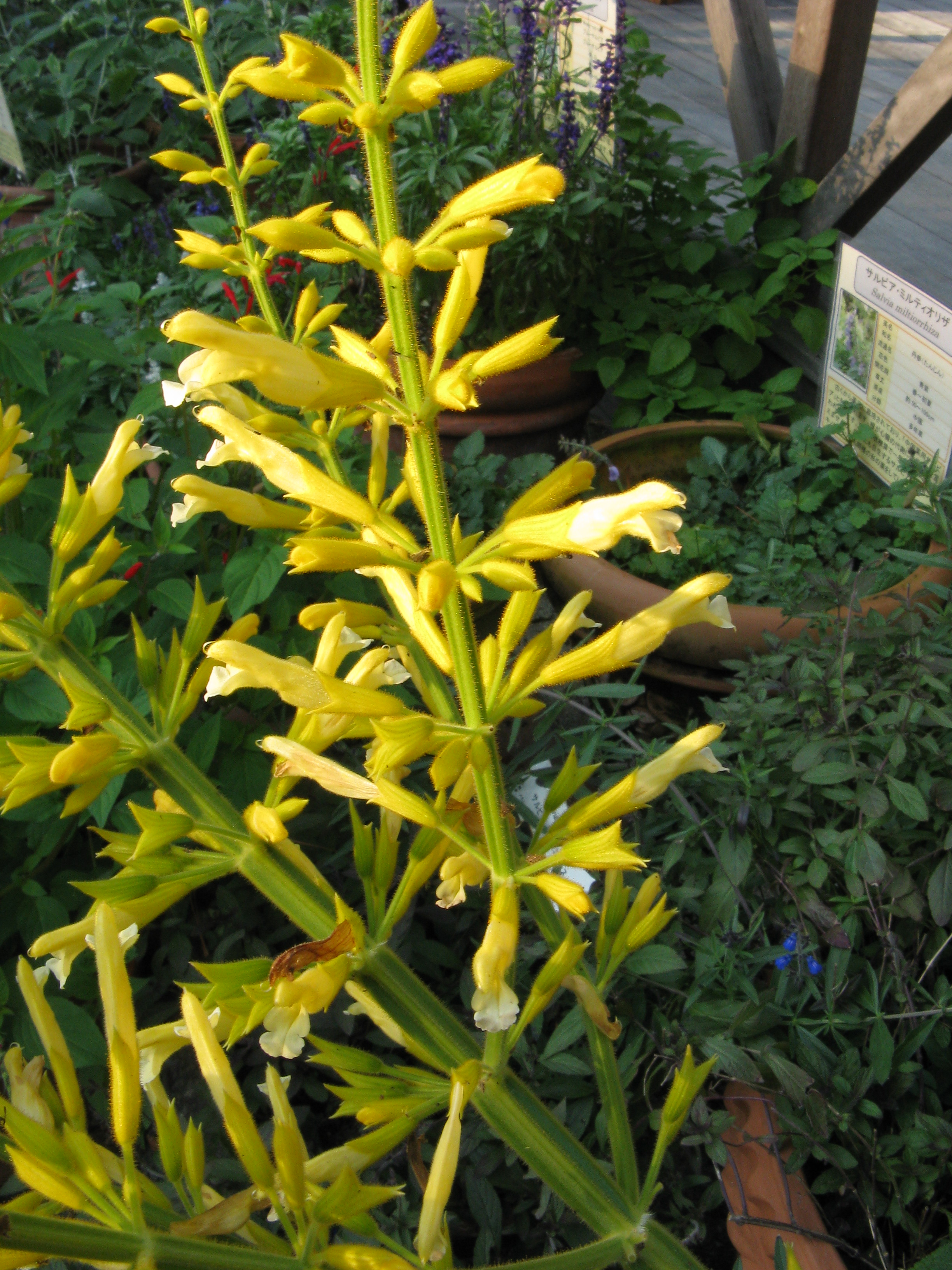
Salvia madrensis

- Salvia miltiorrhiza – Chinese Sage, Red Sage, dǎnshēn
- Salvia miniata
- Salvia misella Kunth
- Salvia mohavensis – Mojave Sage
- Salvia moorcroftiana Wall. ex Benth.
- Salvia multicaulis
- Salvia muelleri Epling
- Salvia muirii L. Bol.
- Salvia munzii Epling

## N

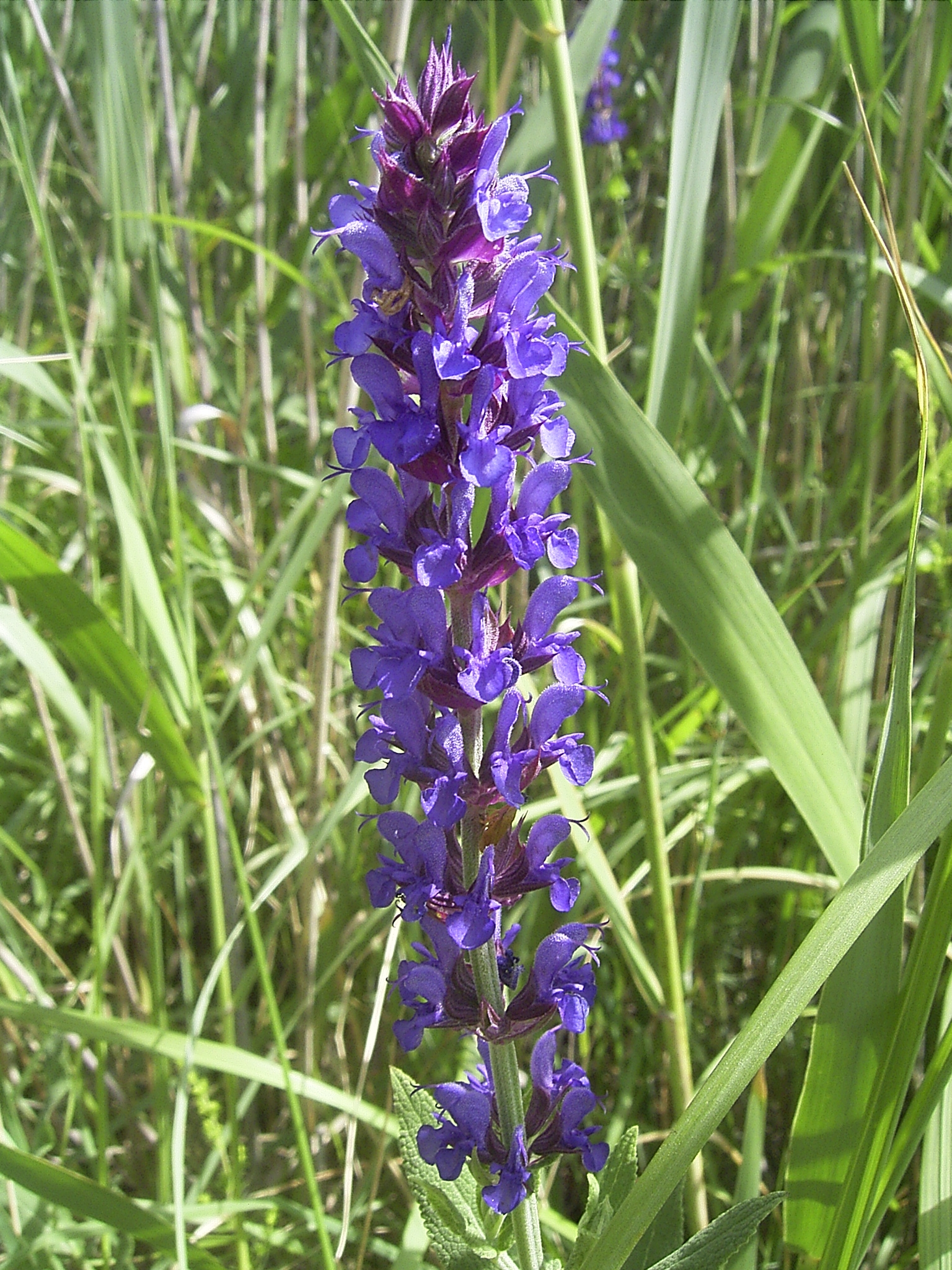
Salvia nemorosa

| Contingut: | Inici - 0–9 A B C D E F G H I J K L M N O P Q R S T U V W X Y Z |

- Salvia namaensis Schinz
- Salvia nanchuanensis
- Salvia napifolia Jacq.
- Salvia nemorosa L.
- Salvia nilotica
- Salvia nipponica
- Salvia nubicola Wall. ex Sweet
- Salvia nutans L.

## O
| Contingut: | Inici - 0–9 A B C D E F G H I J K L M N O P Q R S T U V W X Y Z |

- Salvia occidentalis Sw.
- Salvia officinalis L.
- Salvia omeiana
- Salvia oppositiflora Ruiz & Pav.
- Salvia orthostachys Epling

## P

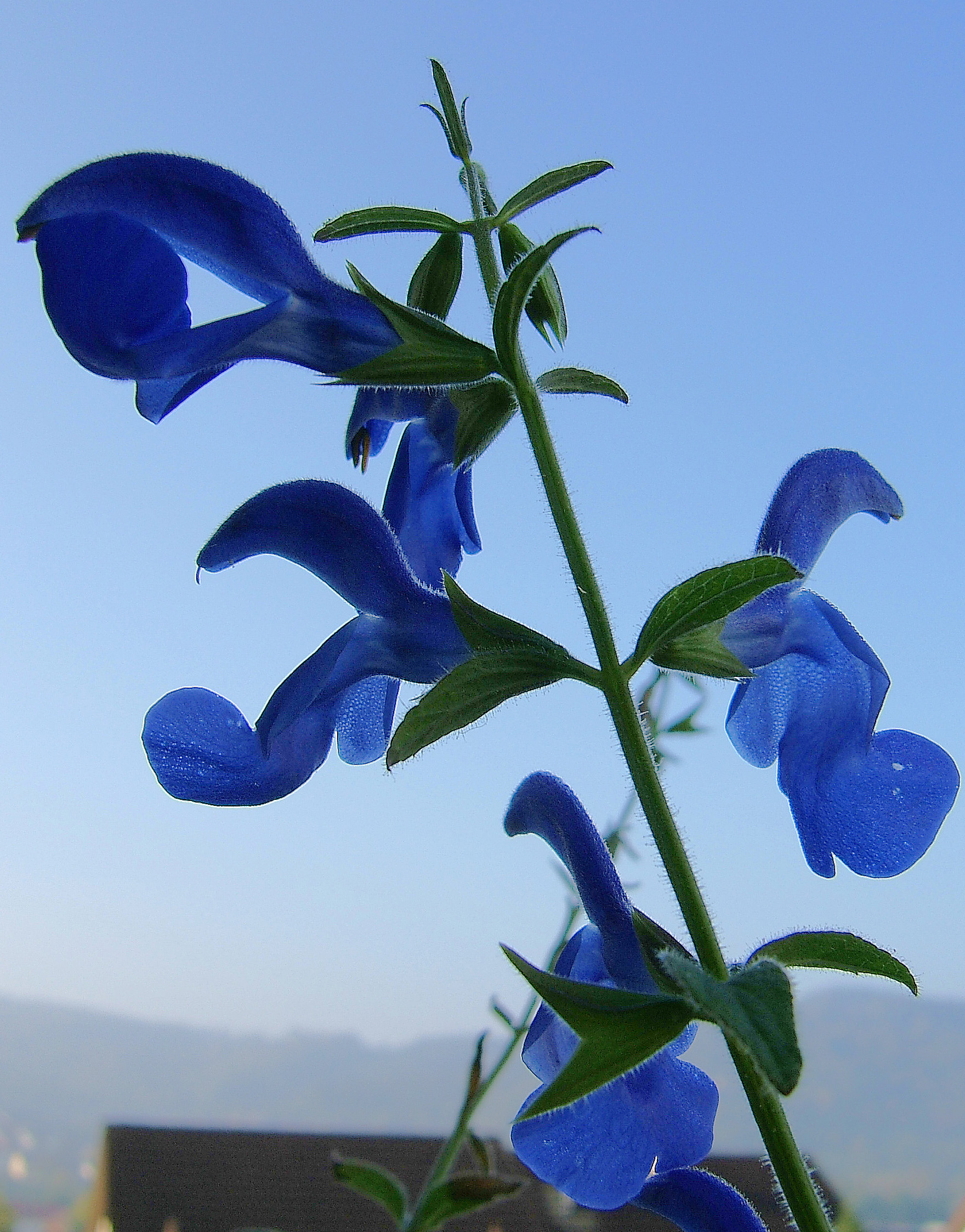
Salvia patens

| Contingut: | Inici - 0–9 A B C D E F G H I J K L M N O P Q R S T U V W X Y Z |

- Salvia pachyphylla Epling
- Salvia palaestina Benth.
- Salvia paohsingensis
- Salvia paramiltiorrhiza
- Salvia parryi Gray
- Salvia patens Cav.
- Salvia pauciflora
- Salvia pentstemonoides Kunth & Bouché
- Salvia peregrina
- Salvia piasezkii
- Salvia pinguifolia Woot. & Standl.
- Salvia plebeia
- Salvia plectranthoides
- Salvia pogonochila
- Salvia polystachya Ortega
- Salvia potaninii Krylov
- Salvia potus Epling
- Salvia pratensis – Tarró
- Salvia prattii
- Salvia prionitis
- Salvia prunelloides Kunth
- Salvia przewalskii Maxim.
- Salvia pseudomisella
- Salvia pulchella
- Salvia purpurea Cav.

## Q
| Contingut: | Inici - 0–9 A B C D E F G H I J K L M N O P Q R S T U V W X Y Z |

- Salvia qimenensis
- Salvia quitensis

## R
| Contingut: | Inici - 0–9 A B C D E F G H I J K L M N O P Q R S T U V W X Y Z |

- Salvia radula Benth.
- Salvia recognita Fisch. & Meyer
- Salvia recurva Benth.
- Salvia reflexa Hornem.
- Salvia regla Cav.
- Salvia repens Benth.
- Salvia reptans Jacq.
- Salvia ringens Sibth. & Sm.
- Salvia riparia Kunth
- Salvia roborowskii Maxim.
- Salvia roemeriana Scheele
- Salvia rubescens Kunth
- Salvia rubiflora Epling
- Salvia rypara Briq.

## S
| Contingut: | Inici - 0–9 A B C D E F G H I J K L M N O P Q R S T U V W X Y Z |

- Salvia sagittata Ruiz & Pav.
- Salvia scabra L.
- Salvia scapiformis
- Salvia schizocalyx
- Salvia schizochila

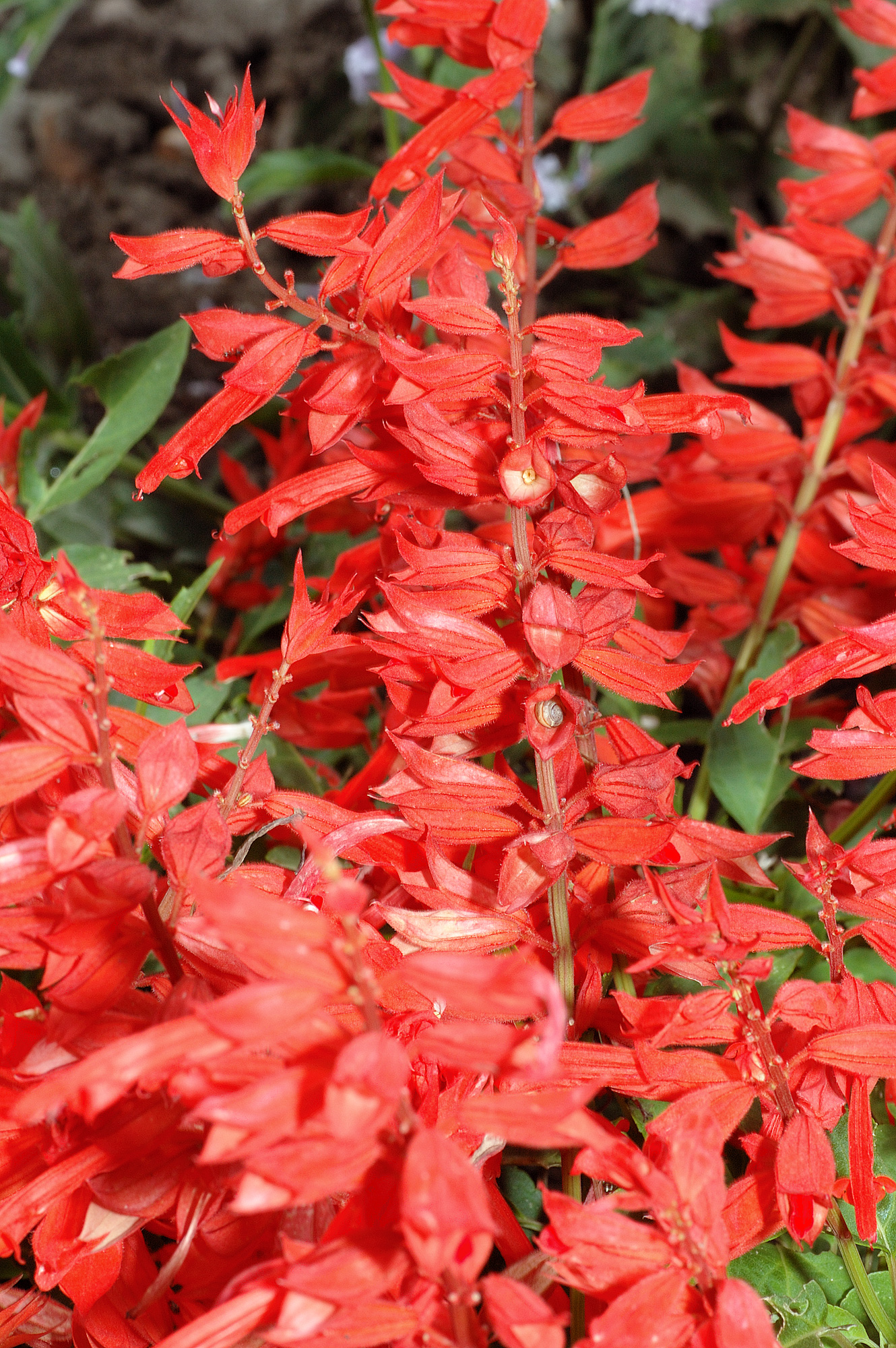
Salvia splendens

- Salvia sclarea – Common Clary, Clary Sage
- Salvia scutellarioides Kunth
- Salvia semiatrata Zucc.
- Salvia serotina L.
- Salvia serpyllifolia Fernald
- Salvia sessei Benth.
- Salvia shannoni Donn.Sm.
- Salvia sikkimensis
- Salvia sinica
- Salvia sinaloensis
- Salvia smithii
- Salvia somalensis Vatke
- Salvia sonchifolia
- Salvia sonomensis – Creeping Sage
- Salvia spathacea – Hummingbird Sage, Pitcher Sage
- Salvia splendens – Tropical Sage, scarlet sage
- Salvia sprucei
- Salvia staminea Montbr. & Aucher ex Benth.
- Salvia stenophylla Burch. ex Benth.
- Salvia subincisa Benth.
- Salvia subpalmatinervis
- Salvia substolonifera
- Salvia summa A. Nels.

## T
| Contingut: | Inici - 0–9 A B C D E F G H I J K L M N O P Q R S T U V W X Y Z |

- Salvia taraxacifolia Coss. & Bal. ex Hook.
- Salvia texana Torr.
- Salvia thermarum van Jaarsv.
- Salvia thomasiana Urban
- Salvia thymoides Benth.
- Salvia tiliifolia Vahl
- Salvia tingitana Etl.
- Salvia tolimensis Kunth
- Salvia trachyphylla
- Salvia transsylvanica Schur
- Salvia tricuspis
- Salvia trijuga
- Salvia tubiflora Sm.

## U

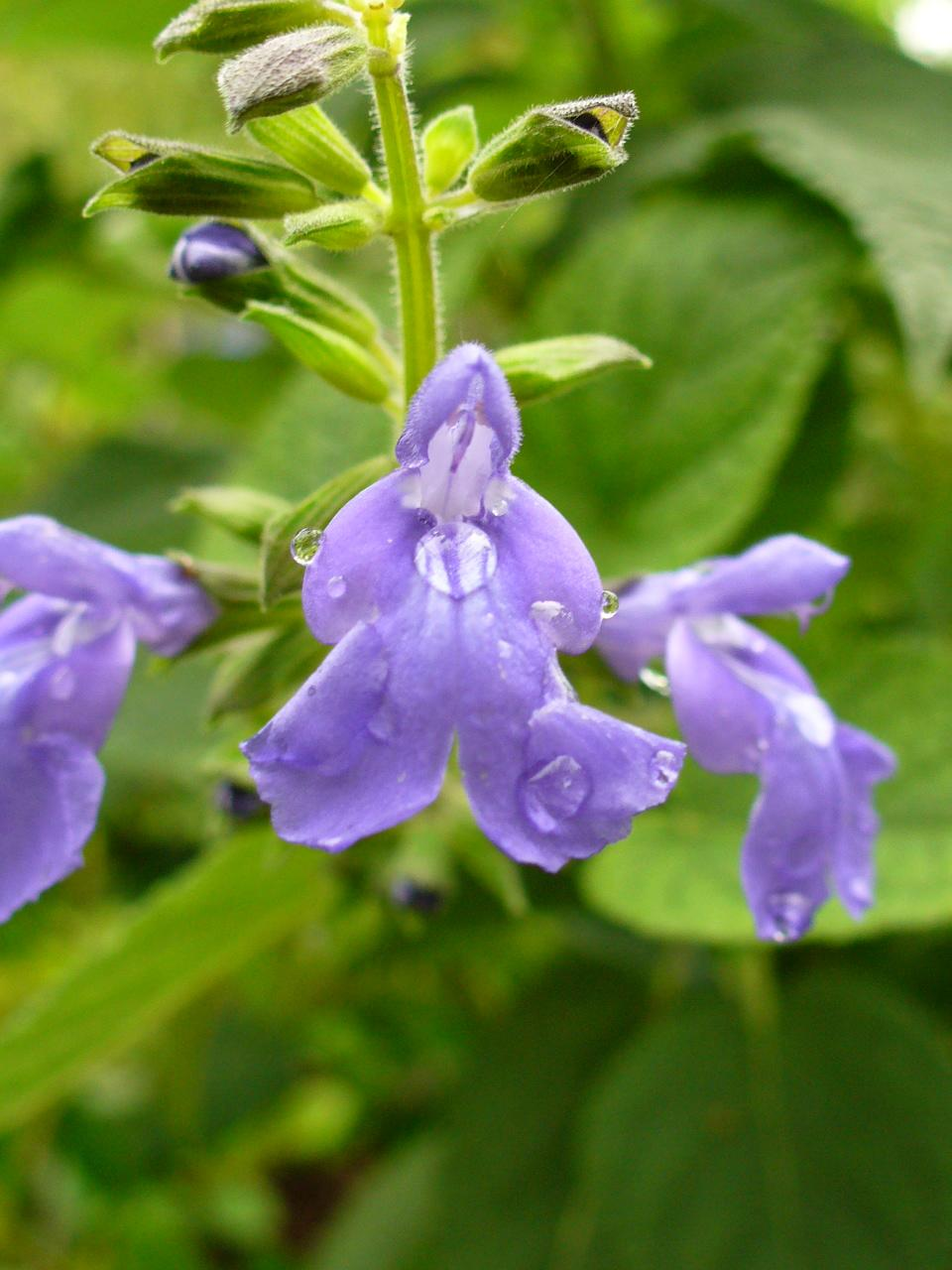
Salvia urica

| Contingut: | Inici - 0–9 A B C D E F G H I J K L M N O P Q R S T U V W X Y Z |

- Salvia uliginosa Benth.
- Salvia umbratica
- Salvia unguella
- Salvia urica Epling
- Salvia urticifolia L.

## V

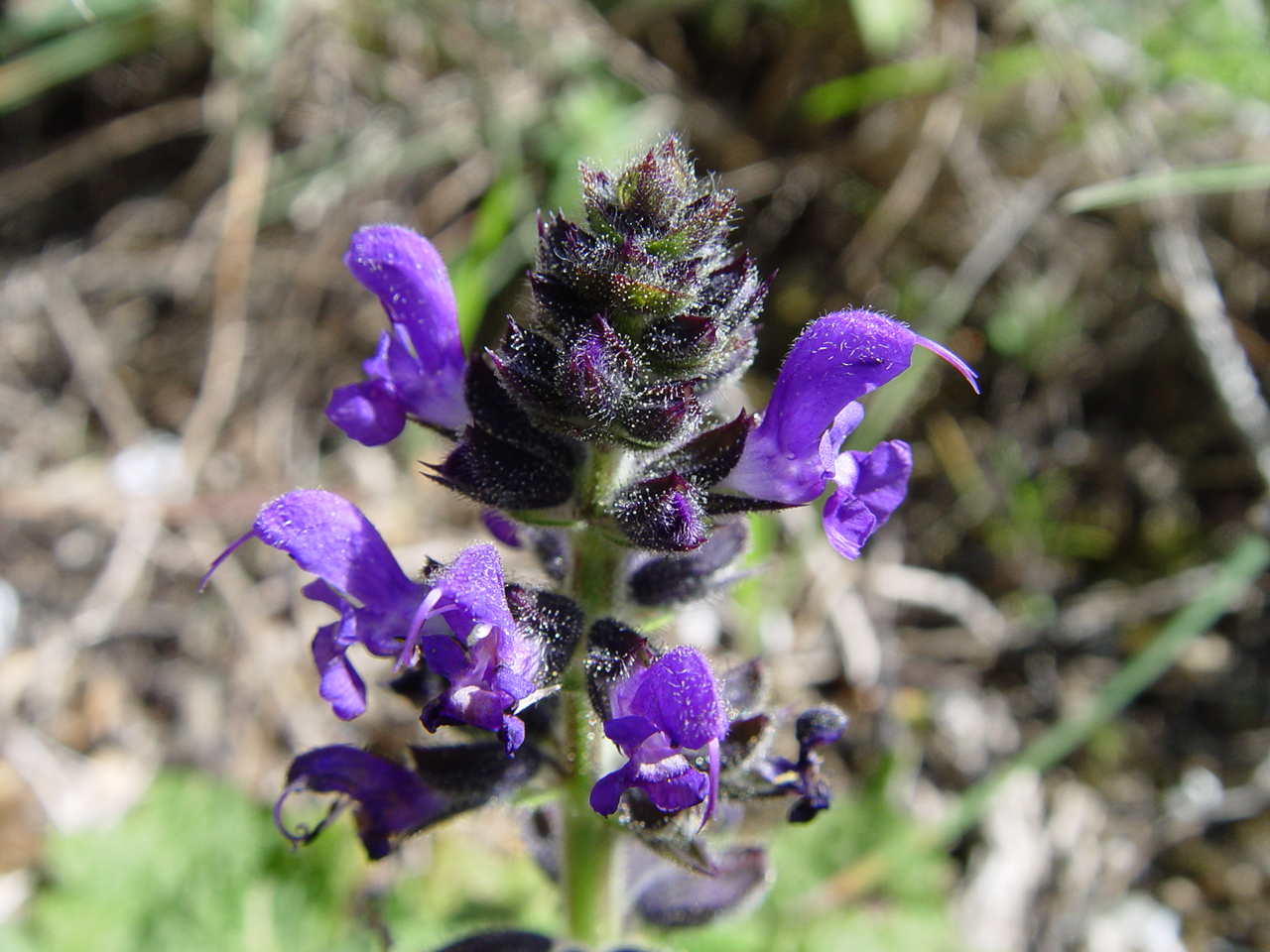
Salvia verbenaca

| Contingut: | Inici - 0–9 A B C D E F G H I J K L M N O P Q R S T U V W X Y Z |

- Salvia vanhouttei
- Salvia vaseyi Parish
- Salvia vasta
- Salvia veneris
- Salvia venulosa Epling
- Salvia verbenaca L. – Tàrrec
- Salvia verticillata
- Salvia villosa Fernald
- Salvia vinacea Woot. & Standl.
- Salvia viridis – Annual Clary
- Salvia viscosa Jacq.

## W
| Contingut: | Inici - 0–9 A B C D E F G H I J K L M N O P Q R S T U V W X Y Z |

- Salvia wagneriana Pol.
- Salvia wardii
- Salvia weihaiensis

## Y
| Contingut: | Inici - 0–9 A B C D E F G H I J K L M N O P Q R S T U V W X Y Z |

- Salvia yunnanensis
- Salvia yosgadensis